# Női egyéni műkorcsolya az 1952. évi téli olimpiai játékokon
Az 1952. évi téli olimpiai játékokon a műkorcsolya női egyéni versenyszámát február 16. és 20. között rendezték. Az aranyérmet a brit Jeannette Altwegg nyerte. A Magyarországot képviselő Jurek Eszter a 23. helyen végzett.

## Eredmények
Kilenc bíró pontozta a versenyzőket. A pontok alapján a bírók mindegyikénél külön-külön kialakult egy sorrend, az egyes szakaszokban (kötelező elemek, kűr) és az összesítésnél is, ez egy helyezési pontszámot is jelentett. Az egyes szakaszok, valamint az összesítés eredménye a következő kritériumok alapján alakult ki:
1. „Többségi helyezések száma”. Az a versenyző végzett előrébb, akit a bírók többsége előrébb rangsorolt. A bírók többsége azt jelentette, hogy a legjobb 5 helyezést adó bíró helyezési pontszámait vették figyelembe, de ha az 5. bíró helyezésével még volt azonos helyezés, akkor az(oka)t is figyelembe vették. Ezt az adatot tartalmazza az oszlop. (Pl. a „6×3+” azt jelenti, hogy a versenyző 6 bírónál az első 3 hely valamelyikén végzett.)
2. „Többségi helyezések összege” (a figyelembe vett bírók helyezési pontszámainak összege)
3. „Helyezések összege” (az összes bíró helyezési pontszámainak összege)
4. „Pont” (az összes bíró által adott összpontszám)
5. A kötelező elemek pontszáma

### Kötelező elemek
A kötelező programot február 16-án és február 17-én rendezték.
| Hely. | Versenyző          | Nemzet                 | Többségi helyezések száma | Helyezések összege | Pont  |
| ----- | ------------------ | ---------------------- | ------------------------- | ------------------ | ----- |
| 1.    | Jeannette Altwegg  | Nagy-Britannia (GBR)   | 8×1+                      | 10,0               | 880,4 |
| 2.    | Tenley Albright    | Egyesült Államok (USA) | 6×2+                      | 21,5               | 838,8 |
| 3.    | Sonya Klopfer      | Egyesült Államok (USA) | 6×4+                      | 38,0               | 818,7 |
| 4.    | Jacqueline du Bief | Franciaország (FRA)    | 5×4+                      | 38,0               | 814,2 |
| 5.    | Barbara Wyatt      | Nagy-Britannia (GBR)   | 7×5+                      | 41,0               | 803,2 |
| 6.    | Suzanne Morrow     | Kanada (CAN)           | 7×7+                      | 58,5               | 786,6 |
| 7.    | Valda Osborn       | Nagy-Britannia (GBR)   | 6×7+                      | 62,0               | 779,1 |
| 8.    | Virginia Baxter    | Egyesült Államok (USA) | 5×8+                      | 70,5               | 771,1 |
| 9.    | Erika Kraft        | Németország (GER)      | 5×9+                      | 95,5               | 747,9 |
| 10.   | Gundola Busch      | Németország (GER)      | 5×10+                     | 89,0               | 752,0 |
| 11.   | Marlene Smith      | Kanada (CAN)           | 5×10+                     | 109,5              | 738,2 |
| 12.   | Helga Dudzinski    | Németország (GER)      | 5×12+                     | 116,0              | 731,1 |
| 13.   | Vera Smith         | Kanada (CAN)           | 6×13+                     | 115,5              | 731,0 |
| 14.   | Patricia Devries   | Nagy-Britannia (GBR)   | 6×13+                     | 118,5              | 727,9 |
| 15.   | Suzanne Wirz       | Svájc (SUI)            | 6×15+                     | 125,5              | 723,4 |
| 16.   | Yolande Jobin      | Svájc (SUI)            | 6×16+                     | 148,0              | 702,7 |
| 17.   | Nancy Burley       | Ausztrália (AUS)       | 6×18+                     | 158,0              | 696,9 |
| 18.   | Gweneth Molony     | Ausztrália (AUS)       | 5×18+                     | 166,0              | 683,5 |
| 19.   | Annelies Schilhan  | Ausztria (AUT)         | 6×19+                     | 168,5              | 687,7 |
| 20.   | Leena Pietilä      | Finnország (FIN)       | 5×19+                     | 169,0              | 684,6 |
| 21.   | Lidy Stoppelman    | Hollandia (NED)        | 5×20+                     | 176,0              | 676,3 |
| 22.   | Elisabeth Schwarz  | Ausztria (AUT)         | 8×22+                     | 192,5              | 664,3 |
| 23.   | Bjørg Løhnner Øien | Norvégia (NOR)         | 7×23+                     | 206,5              | 630,9 |
| 24.   | Jurek Eszter       | Magyarország (HUN)     | 7×24+                     | 209,0              | 632,5 |
| 25.   | Ingeborg Nilsson   | Norvégia (NOR)         | 9×25+                     | 222,5              | 594,5 |

### Kűr
A kűrt február 20-án rendezték. A pontszám a bírók által adott pontok 6-szorosa.
| Hely. | Versenyző          | Nemzet                 | Többségi helyezések száma | Helyezések összege | Pont  |
| ----- | ------------------ | ---------------------- | ------------------------- | ------------------ | ----- |
| 1.    | Virginia Baxter    | Egyesült Államok (USA) | 5×1+                      | 18,0               | 598,8 |
| 2.    | Jacqueline du Bief | Franciaország (FRA)    | 7×2+                      | 15,5               | 607,8 |
| 3.    | Tenley Albright    | Egyesült Államok (USA) | 8×3+                      | 25,5               | 593,7 |
| 4.    | Jeannette Altwegg  | Nagy-Britannia (GBR)   | 7×5+                      | 43,0               | 575,4 |
| 5.    | Sonya Klopfer      | Egyesült Államok (USA) | 9×6+                      | 45,0               | 573,0 |
| 6.    | Gundola Busch      | Németország (GER)      | 5×6+                      | 56,5               | 564,6 |
| 7.    | Suzanne Morrow     | Kanada (CAN)           | 6×8+                      | 73,0               | 557,4 |
| 8.    | Helga Dudzinski    | Németország (GER)      | 5×8+                      | 74,5               | 553,8 |
| 9.    | Marlene Smith      | Kanada (CAN)           | 5×8+                      | 80,0               | 551,4 |
| 10.   | Erika Kraft        | Németország (GER)      | 5×10+                     | 91,0               | 546,0 |
| 11.   | Barbara Wyatt      | Nagy-Britannia (GBR)   | 5×11+                     | 96,5               | 532,2 |
| 12.   | Annelies Schilhan  | Ausztria (AUT)         | 5×12+                     | 118,0              | 525,0 |
| 13.   | Valda Osborn       | Nagy-Britannia (GBR)   | 6×13+                     | 113,0              | 523,8 |
| 14.   | Nancy Burley       | Ausztrália (AUS)       | 5×13+                     | 114,5              | 523,8 |
| 15.   | Vera Smith         | Kanada (CAN)           | 8×15+                     | 125,5              | 513,0 |
| 16.   | Suzanne Wirz       | Svájc (SUI)            | 6×17+                     | 148,0              | 496,8 |
| 17.   | Yolande Jobin      | Svájc (SUI)            | 6×17+                     | 153,5              | 489,6 |
| 18.   | Elisabeth Schwarz  | Ausztria (AUT)         | 5×18+                     | 162,5              | 477,6 |
| 19.   | Jurek Eszter       | Magyarország (HUN)     | 5×19+                     | 176,0              | 460,8 |
| 20.   | Patricia Devries   | Nagy-Britannia (GBR)   | 7×20+                     | 176,5              | 467,4 |
| 21.   | Leena Pietilä      | Finnország (FIN)       | 5×21+                     | 196,0              | 438,0 |
| 22.   | Gweneth Molony     | Ausztrália (AUS)       | 6×22+                     | 196,0              | 435,6 |
| 23.   | Lidy Stoppelman    | Hollandia (NED)        | 5×22+                     | 198,0              | 435,6 |
| 24.   | Ingeborg Nilsson   | Norvégia (NOR)         | 5×22+                     | 204,0              | 425,4 |
| –     | Bjørg Løhnner Øien | Norvégia (NOR)         | nem indult                |                    |       |

### Végeredmény
| Helyezés | Versenyző          | Nemzet                 | Helyezési pontszámok bírónként | Helyezési pontszámok bírónként | Helyezési pontszámok bírónként | Helyezési pontszámok bírónként | Helyezési pontszámok bírónként | Helyezési pontszámok bírónként | Helyezési pontszámok bírónként | Helyezési pontszámok bírónként | Helyezési pontszámok bírónként | Több. hely. száma | Hely. össz. | Pont   |
| Helyezés | Versenyző          | Nemzet                 | 1                              | 2                              | 3                              | 4                              | 5                              | 6                              | 7                              | 8                              | 9                              | Több. hely. száma | Hely. össz. | Pont   |
| -------- | ------------------ | ---------------------- | ------------------------------ | ------------------------------ | ------------------------------ | ------------------------------ | ------------------------------ | ------------------------------ | ------------------------------ | ------------------------------ | ------------------------------ | ----------------- | ----------- | ------ |
| Arany    | Jeannette Altwegg  | Nagy-Britannia (GBR)   | 4,0                            | 2,0                            | 1,0                            | 1,0                            | 1,0                            | 1,0                            | 1,0                            | 1,0                            | 2,0                            | 6×1+              | 14          | 1455,8 |
| Ezüst    | Tenley Albright    | Egyesült Államok (USA) | 1,0                            | 1,0                            | 3,0                            | 5,0                            | 2,0                            | 2,0                            | 3,0                            | 2,0                            | 3,0                            | 5×2+              | 22          | 1432,2 |
| Bronz    | Jacqueline du Bief | Franciaország (FRA)    | 3,0                            | 3,0                            | 2,0                            | 2,0                            | 4,0                            | 3,0                            | 2,0                            | 4,0                            | 1,0                            | 7×3+              | 24          | 1422,0 |
| 4.       | Sonya Klopfer      | Egyesült Államok (USA) | 2,0                            | 5,0                            | 4,0                            | 4,0                            | 3,0                            | 4,0                            | 4,0                            | 5,0                            | 5,0                            | 6×4+              | 36          | 1391,7 |
| 5.       | Virginia Baxter    | Egyesült Államok (USA) | 5,0                            | 4,0                            | 7,0                            | 9,0                            | 5,0                            | 6,0                            | 7,0                            | 3,0                            | 4,0                            | 5×5+              | 50          | 1369,9 |
| 6.       | Suzanne Morrow     | Kanada (CAN)           | 6,0                            | 6,0                            | 6,0                            | 8,0                            | 8,0                            | 5,0                            | 5,0                            | 6,0                            | 6,0                            | 7×6+              | 56          | 1344,0 |
| 7.       | Barbara Wyatt      | Nagy-Britannia (GBR)   | 7,0                            | 7,0                            | 5,0                            | 6,0                            | 6,0                            | 9,0                            | 9,0                            | 7,0                            | 7,0                            | 7×7+              | 63          | 1335,4 |
| 8.       | Gundola Busch      | Németország (GER)      | 10,0                           | 9,0                            | 8,0                            | 7,0                            | 7,0                            | 8,0                            | 8,0                            | 10,0                           | 8,0                            | 6×8+              | 75          | 1316,6 |
| 9.       | Marlene Smith      | Kanada (CAN)           | 8,0                            | 8,0                            | 15,0                           | 15,0                           | 10,0                           | 7,0                            | 11,0                           | 9,0                            | 9,0                            | 5×9+              | 92          | 1289,6 |
| 10.      | Erika Kraft        | Németország (GER)      | 12,0                           | 10,0                           | 9,0                            | 11,0                           | 12,0                           | 11,0                           | 6,0                            | 8,0                            | 10,0                           | 5×10+             | 89          | 1293,9 |
| 11.      | Valda Osborn       | Nagy-Britannia (GBR)   | 9,0                            | 11,0                           | 11,0                           | 3,0                            | 11,0                           | 12,0                           | 10,0                           | 11,0                           | 11,0                           | 8×11+             | 89          | 1302,9 |
| 12.      | Helga Dudzinski    | Németország (GER)      | 11,0                           | 14,0                           | 10,0                           | 10,0                           | 9,0                            | 13,0                           | 12,0                           | 12,0                           | 12,0                           | 7×12+             | 103         | 1284,9 |
| 13.      | Vera Smith         | Kanada (CAN)           | 13,0                           | 15,0                           | 12,0                           | 13,0                           | 13,0                           | 10,0                           | 14,0                           | 14,0                           | 13,0                           | 6×13+             | 117         | 1244,0 |
| 14.      | Nancy Burley       | Ausztrália (AUS)       | 18,0                           | 12,0                           | 13,0                           | 16,0                           | 15,0                           | 18,0                           | 15,0                           | 13,0                           | 15,0                           | 6×15+             | 135         | 1220,7 |
| 15.      | Suzanne Wirz       | Svájc (SUI)            | 14,0                           | 13,0                           | 16,0                           | 12,0                           | 14,0                           | 17,0                           | 16,0                           | 17,0                           | 17,0                           | 6×16+             | 136         | 1220,2 |
| 16.      | Annelies Schilhan  | Ausztria (AUT)         | 16,0                           | 16,0                           | 17,0                           | 18,0                           | 17,0                           | 14,0                           | 13,0                           | 15,0                           | 14,0                           | 6×16+             | 140         | 1212,7 |
| 17.      | Patricia Devries   | Nagy-Britannia (GBR)   | 15,0                           | 17,0                           | 14,0                           | 17,0                           | 16,0                           | 16,0                           | 17,0                           | 18,0                           | 18,0                           | 7×17+             | 148         | 1195,3 |
| 18.      | Yolande Jobin      | Svájc (SUI)            | 17,0                           | 18,0                           | 18,0                           | 14,0                           | 18,0                           | 15,0                           | 19,0                           | 16,0                           | 16,0                           | 5×17+             | 151         | 1192,3 |
| 19.      | Elisabeth Schwarz  | Ausztria (AUT)         | 19,0                           | 19,0                           | 20,0                           | 21,0                           | 22,0                           | 19,0                           | 18,0                           | 20,0                           | 20,0                           | 7×20+             | 178         | 1141,9 |
| 20.      | Leena Pietilä      | Finnország (FIN)       | 20,0                           | 20,0                           | 22,0                           | 19,0                           | 23,0                           | 20,0                           | 21,0                           | 19,0                           | 21,0                           | 5×20+             | 185         | 1122,6 |
| 21.      | Gweneth Molony     | Ausztrália (AUS)       | 21,0                           | 21,0                           | 21,0                           | 20,0                           | 20,0                           | 23,0                           | 22,0                           | 23,0                           | 19,0                           | 6×21+             | 190         | 1119,1 |
| 22.      | Lidy Stoppelman    | Hollandia (NED)        | 22,0                           | 22,0                           | 19,0                           | 22,0                           | 21,0                           | 21,0                           | 23,0                           | 21,0                           | 22,0                           | 8×22+             | 193         | 1111,9 |
| 23.      | Jurek Eszter       | Magyarország (HUN)     | 23,0                           | 23,0                           | 23,0                           | 24,0                           | 19,0                           | 22,0                           | 20,0                           | 22,0                           | 23,0                           | 8×23+             | 199         | 1093,3 |
| 24.      | Ingeborg Nilsson   | Norvégia (NOR)         | 24,0                           | 24,0                           | 24,0                           | 23,0                           | 24,0                           | 24,0                           | 24,0                           | 24,0                           | 24,0                           | 9×24+             | 215         | 1019,9 |